# إبراهيم شوكة
إبراهيم شوكة (1909 - 1983) هو باحث جغرافي عراقي.

## النشأة
ولد إبراهيم شوكة في عام 1909، في بغداد، وأكمل دراسته في مدرسة الحيدرية، تخرج من الثانوية المركزية عام 1962، وأكمل دراسته في جامعة نوتنغهام في إنجلترا وتخرج عام 1931.